# Unisław (gmina)
Unisław – gmina wiejska w województwie kujawsko-pomorskim, w powiecie chełmińskim. W latach 1950–1975 gmina położona była w województwie bydgoskim. W latach 1975–1998 gmina położona była w województwie toruńskim.
Siedzibą gminy jest Unisław.
Według danych z 31 grudnia 2008 r. gminę zamieszkiwało 6760 osób.

## Struktura powierzchni
Według danych z roku 2008 gmina Unisław ma obszar 72,45 km², w tym:
- użytki rolne: 77%
- użytki leśne: 9%

Gmina stanowi 13,73% powierzchni powiatu.

## Demografia
Dane z 31 grudnia 2008:
| Opis                              | Ogółem | Ogółem | Kobiety | Kobiety | Mężczyźni | Mężczyźni |
| --------------------------------- | ------ | ------ | ------- | ------- | --------- | --------- |
| jednostka                         | osób   | %      | osób    | %       | osób      | %         |
| populacja                         | 6760   | 100    | 3460    | 51,5    | 3300      | 48,5      |
| gęstość zaludnienia (mieszk./km²) | 92,8   | 92,8   | 47,8    | 47,8    | 45        | 45        |

Piramida wieku mieszkańców gminy Unisław w 2014 roku.

## Zabytki
Wykaz zarejestrowanych zabytków nieruchomych na terenie gminy:
- kościół parafii pod wezwaniem św. Michała Archanioła z przełomu XIII/XIV w. w Grzybno, nr A/319 z 30.11.1929 roku
- zbór ewangelicki szachulcowy, obecnie kościół rzymskokatolicki filialny pod wezwaniem Niepokalanego Serca Najświętszej Maryi Panny z 1829 roku w Kokocku, nr A/245 z 12.05.1982 roku
- cmentarz ewangelicki z XIX w. w Kokocku, nr A/493 z 01.06.1987 roku
- pozostałości zespołu dworskiego z przełomu XVIII/XIX w. w Raciniewo, obejmujący: szachulcowy spichrz z 1850 (nr 404 z 19.08.1982); park z drugiej połowy XIX w. (nr 491 z 09.09.1985 roku)
- park dworski z końca XIX w. w Stablewicach, nr 490 z 09.09.1985 roku
- kościół parafii pod wezwaniem św. Bartłomieja z XIII w. w Unisławiu, nr A/246 z 12.05.1982 roku.

## Sołectwa
Błoto, Bruki Unisławskie, Bruki Kokocka, Głażewo, Gołoty, Grzybno, Kokocko, Raciniewo, Stablewice, Unisław.

## Sąsiednie gminy
Chełmno, Dąbrowa Chełmińska, Kijewo Królewskie, Łubianka, Pruszcz, Zławieś Wielka